# Omega-beschränkter Raum
Im mathematischen Teilgebiet der Topologie bezeichnet die {\displaystyle \omega }-Beschränktheit eine Abschwächung des für die Theorie topologischer Räume zentralen Begriffs der Kompaktheit.

## Definition
Ein topologischer Raum heißt {\displaystyle \omega }-beschränkt, wenn jede abzählbare Teilmenge in einer kompakten Teilmenge enthalten ist. Oft wird zusätzlich gefordert, dass der Raum hausdorffsch ist. Dem folgen wir hier nicht.

## Zusammenhang mit anderen Kompaktheitsbegriffen
- Jeder kompakte Raum ist {\displaystyle \omega }-beschränkt.
- Jeder {\displaystyle \omega }-beschränkte Raum ist abzählbar kompakt.[2]
- Für metrisierbare Räume sind die Begriffe kompakt, {\displaystyle \omega }-beschränkt und abzählbar kompakt alle äquivalent.[3] Insbesondere ist {\displaystyle \omega }-Beschränktheit daher für alle Teilmengen des {\displaystyle \mathbb {R} ^{n}} gleichbedeutend mit Kompaktheit.

## Beispiele
- Betrachtet man den Ordinalzahlraum {\displaystyle [0,\omega _{1})} mit Ordnungstopologie, wobei {\displaystyle \omega _{1}} die erste überabzählbare Ordinalzahl bezeichne, so ist dieser topologische Raum {\displaystyle \omega }-beschränkt, aber nicht kompakt.
- Ebenso ist die Lange Gerade, die mit dem vorherigen Beispiel eng verbunden ist, {\displaystyle \omega }-beschränkt, aber nicht kompakt.

## Eigenschaften
- Abgeschlossene Teilmengen von {\displaystyle \omega }-beschränkten Räumen sind {\displaystyle \omega }-beschränkt.
- Beliebige Produkte von {\displaystyle \omega }-beschränkten Räumen sind {\displaystyle \omega }-beschränkt. Dies ist für abzählbar kompakte Räume im Allgemeinen nicht richtig.[4]

## Zusammenhang mit 2-Mannigfaltigkeiten und das Bagpipe Theorem
Eine 2-Mannigfaltigkeit ist ein Hausdorff-Raum, der lokal homöomorph zur Euklidischen Ebene {\displaystyle \mathbb {R} ^{2}} ist. Gewöhnlicherweise wird noch Zweitabzählbarkeit gefordert.
Da sich solche Räume immer in einen {\displaystyle \mathbb {R} ^{n}} einbetten lassen, sind für sie {\displaystyle \omega }-Beschränktheit und Kompaktheit äquivalent. Die {\displaystyle \omega }-beschränkten (also kompakten) 2-Mannigfaltigkeiten sind alle komplett klassifiziert: Jede solche entsteht aus einer Sphäre durch Ankleben von endlich vielen Henkeln oder Kreuzhauben (Siehe Klassifikation der Flächen).
Wenn man in der Definition der Mannigfaltigkeit die Zweitabzählbarkeit weglässt, so gibt es deutlich mehr {\displaystyle \omega }-beschränkte 2-Mannigfaltigkeiten.
Das Bagpipe Theorem (auf Deutsch etwa Dudelsack-Satz) von Peter Nyikos besagt, dass jede solche Mannigfaltigkeit trotzdem durch endlich viele Schritte aus einer Sphäre entsteht, indem man Henkel, Kreuzhauben oder sogenannte lange Pfeifen (englisch long pipes) anklebt, wodurch mit viel Phantasie eine Ähnlichkeit zu einem Dudelsack entsteht. Die genaue Definition einer langen Pfeife werden wir hier nicht angeben.